# Ванвеген
Ванвеген (њем. Wahnwegen) општина је у њемачкој савезној држави Рајна-Палатинат. Једно је од 98 општинских средишта округа Кузел. Према процјени из 2010. у општини је живјело 732 становника. Посједује регионалну шифру (AGS) 7336101.

## Географски и демографски подаци
Ванвеген се налази у савезној држави Рајна-Палатинат у округу Кузел. Општина се налази на надморској висини од 330 метара. Површина општине износи 4,6 km². У самом мјесту је, према процјени из 2010. године, живјело 732 становника. Просјечна густина становништва износи 158 становника/km².

## Међународна сарадња
| Мјесто | Држава    | Врста сарадње | Од    |
| ------ | --------- | ------------- | ----- |
| Бутен  | Француска | пријатељство  | 1985. |
| Извор  |           |               |       |